# Innengeld
Als Innengeld (englisch inside money) wird in der Geldtheorie und Volkswirtschaftslehre eine Geldschöpfung bezeichnet, die auf einer entsprechenden Zunahme der Verschuldung privater Wirtschaftssubjekte beruht. Pendant ist das Außengeld.

## Allgemeines
Beim Innengeld handelt es sich um Buchgeld, das auf einer Verbindlichkeit des Privatsektors (Privathaushalte, nicht-staatliche Unternehmen und Geschäftsbanken) beruht. Die englische Bezeichnung wurde 1960 durch John G Gurley/Edward S Shaw eingeführt. Beide Autoren beteiligten sich an dem Streit in der Geldtheorie, ob Geld auch Vermögen darstelle. Da beim Außengeld keine Verbindlichkeit des Privatsektors entsteht, ist es Vermögen, beim Innengeld durch das Kreditgeschäft der Geschäftsbanken an Unternehmen und Privathaushalte entstehen Forderungen (des Bankwesens) und Verbindlichkeiten (der Kreditnehmer), also auf der Makroebene konsolidiert kein Vermögen.

## Unterscheidung
Außen- und Innengeld unterscheiden sich wie folgt:
| Art       | Forderung | Verbindlichkeit | Geldschöpfung durch | Beispiele                                                                                |
| --------- | --------- | --------------- | ------------------- | ---------------------------------------------------------------------------------------- |
| Außengeld | privat    | öffentlich      | Zentralbanken       | Ankauf von Devisen durch Zentralbanken                                                   |
| Innengeld | privat    | privat          | Geschäftsbanken     | Sichteinlagen, befristete Einlagen oder Spareinlagen von Nichtbanken bei Geschäftsbanken |

Bei konsolidierter Betrachtung stellt Zentralbankgeld eine Verbindlichkeit der Zentralbank gegenüber den Geschäftsbanken dar, ist also eine öffentliche Verbindlichkeit, die Geschäftsbanken haben eine private Forderung gegen die dem Staat gehörende Zentralbank. Gesamtwirtschaftlich ist Außengeld Vermögen. Das gilt nicht bei der konsolidierten Betrachtung von Innengeld, denn die Nichtbanken haben eine Forderung gegen die Geschäftsbanken, denen eine korrespondierende Verbindlichkeit der Geschäftsbanken gegenüber den Nichtbanken gegenüber steht. Innengeld wird durch die Kreditgewährung der Banken mit entsprechender Gutschrift auf einem Girokonto geschaffen.

## Geldmenge
Der größte Teil der Geldmenge entfällt auf Innengeld, so dass dieser Teil – isoliert betrachtet – nicht zum Nettovermögen einer Volkswirtschaft gerechnet wird. Das Innengeld umfasst lediglich die durch die Geldschöpfung der Geschäftsbanken entstandene Geldmenge, nicht jedoch die von der Zentralbank geschaffene Geldmenge. Eine Ausdehnung der Geldmenge kann durch Geschäftsbanken solange konterkariert werden, wie sie Kredite an Nichtbanken durch die Anlage in Zentralbankguthaben als Kreditsubstitut ersetzen können.

## Wirtschaftliche Aspekte
Innengeld hat unter geldtheoretischen Gesichtspunkten hinsichtlich des Vermögenscharakters des Geldes keine Bedeutung. Während dem Außengeld Vermögenscharakter zugesprochen wird, stellt nach überwiegender Auffassung das Innengeld kein Vermögensgut dar. Grund ist, dass den Forderungen im Privatsektor stets gleich hohe Verbindlichkeiten korrespondierend gegenüberstehen, wodurch das Nettovermögen hieraus gleich „Null“ ist. Wird die Geldschöpfung ausschließlich durch eine Zunahme der privaten Verschuldung aus Geschäftsbankengeld ausgelöst, ändert sich das Nettovermögen nicht.
Das Innengeld entsteht Don Patinkin zufolge durch die Verschuldung des Privatsektors bei den Geschäftsbanken in Form der Kreditaufnahme. Die Geschäftsbanken kaufen von den Nichtbanken privatwirtschaftliche Finanzierungstitel, deren Bezahlung die Banken mit „Forderungen auf sich selbst“, also Gutschrift auf dem Girokonto mit entstehenden Sichteinlagen, vornehmen. Wird der private Sektor jedoch konsolidiert betrachtet, stehen diesen Verbindlichkeiten der Banken gleich hohe Forderungen der Nichtbanken gegenüber. Bei der Offenmarktpolitik durch Zentralbanken kaufen diese zwar Anleihen von den Geschäftsbanken, doch handelt es sich dabei nicht um Staatsanleihen oder sonstige öffentliche Anleihen, so dass den Geschäftsbanken Innengeld zufließt.
In einer modernen Volkswirtschaft besteht die Geldschöpfung sowohl aus Außen- als auch aus Innengeld. In der Eurozone macht das endogen geschöpfte Innengeld etwa 90 % der gesamten Geldmenge aus.